# Ebbergkirche

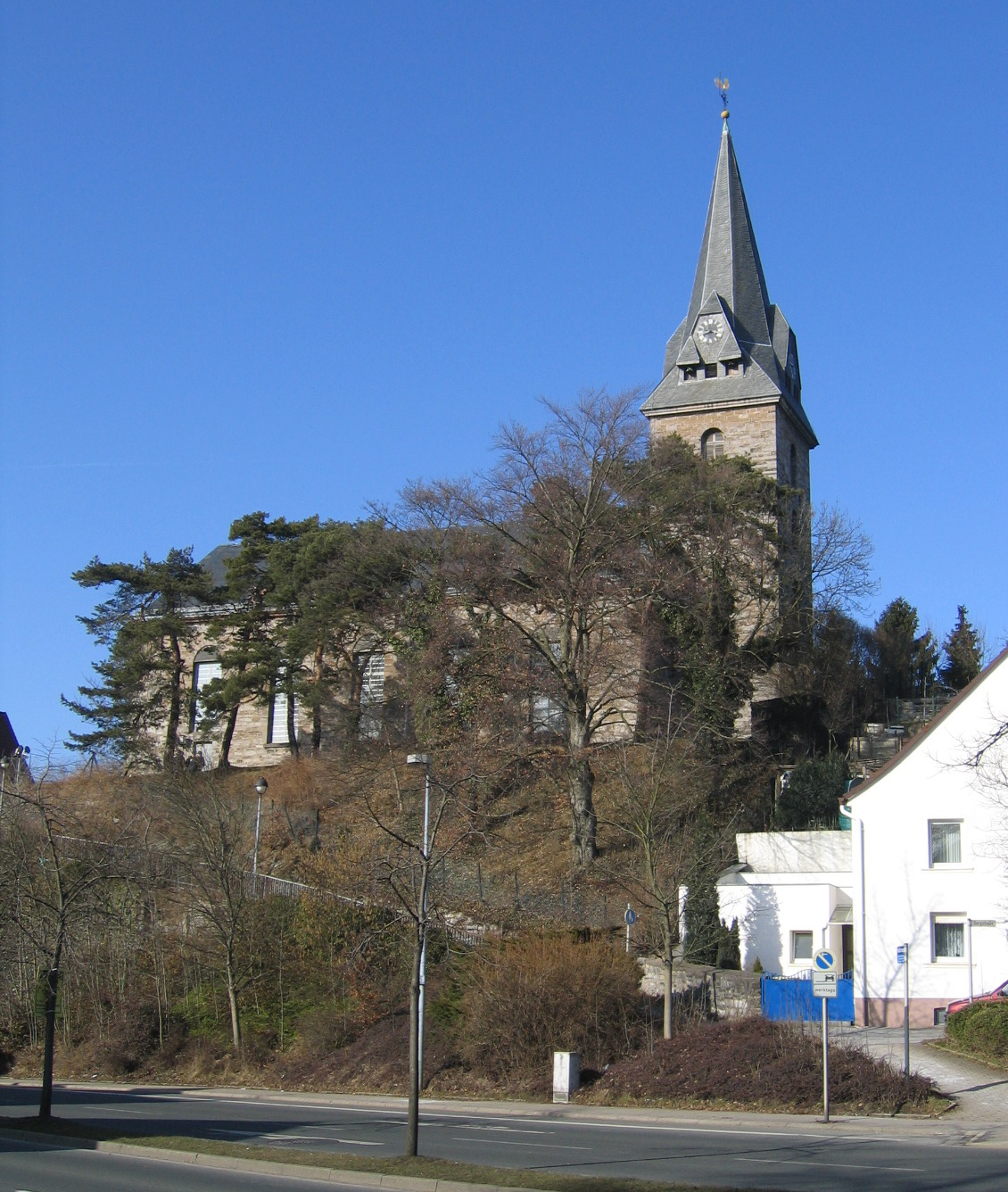
Ebbergkirche

Die Ebbergkirche ist eine von sieben evangelischen Gotteshäusern im Stadtgebiet von Hemer. Der Bau entstand zwischen 1818 und 1820 als Ersatz für die abgerissene Vituskirche und steht seit 1982 unter Denkmalschutz.
Durch ihre Lage auf einem der höchsten Punkte in Niederhemer prägt die Ebbergkirche das Stadtbild des nördlichen Stadtzentrums. Als älteste Kirche der evangelischen Gemeinde in Hemer wird sie häufig für Konzerte genutzt.

## Geschichte
Seit dem 10. Jahrhundert stand die Vituskirche in der Nähe von Haus Hemer in Niederhemer. Dieser Bau wurde nach der Reformation in den 1550er-Jahren als evangelische Kirche genutzt. Da die Gemeinde in den folgenden 270 Jahren aber massiv wuchs und die Kirche nicht entsprechend erweitert und instand gesetzt wurde, wurde im 19. Jahrhundert ein Neubau nötig. Auf dem benachbarten Ebberg sollte in exponierter Lage ein Aushängeschild der evangelischen Kirche in Hemer entstehen. Der Abriss der Vituskirche wurde 1818 ausgeführt.
Der damalige Pastor Wulfert wandte sich per Ersuchen an die Regierung in Arnsberg. Schließlich erreichte das Schreiben den Architekten Karl Friedrich Schinkel, der innerhalb von fünf Wochen einen Entwurf romantischer Bauweise ausarbeitete. Die Konstruktion sah zwei quadratische Glockentürme sowie ein hohes und helles Mittelschiff vor. Die Kanzel und der Altar sollten etwas erhöht auf der Mittelachse liegen. Die Verwirklichung dieses Entwurfs hätte die Kirchengemeinde 50.000 Thaler gekostet und musste deshalb aus finanziellen Gründen aufgegeben werden.
Im April 1819 wurde unter Leitung des Hemeraners Johann Hermann Stindt mit dem Bau eines Alternativ-Entwurfs begonnen, der vom Arnsberger Bauinspektor Plaßmann konstruiert wurde. Aus der Vitus-Kirche wurde der historische Taufbrunnen übernommen, der noch heute in der Ebbergkirche steht. Der spitz zulaufende Glockenturm prägt das äußere Bild der Kirche. Am 13. August 1820 wurde der Neubau eingeweiht. Die neu errichtete Orgel wurde 1859 wieder demontiert und durch eine neue, qualitativ bessere Orgel ersetzt.
Ein Hemeraner Maler erneuerte 1927 die Wandgestaltung, die 1953 wieder verworfen wurde. In diesem Jahr wurde der Innenraum der Ebbergkirche nach Plänen des Hamburger Architekten Gerhard Langmaack völlig umgestaltet und um 180 Grad umorientiert. Seit dieser Zeit liegt der Eingang an der Turmseite, der Altar dagegen vor einem großflächigen Fenster im Westen. Nachdem die evangelische Kirche in Hemer das Veranstaltungszentrum Martin-Luther-Haus aufgab, übernahm die Ebbergkirche die Funktion als Offene Stadtkirche. Aus diesem Grund erfuhr die Kirche ab 2010 eine erneute Umgestaltung, bei der unter anderem neue Gemeinderäume entstanden und die Bänke durch lose Bestuhlung ersetzt wurden. Nach Protesten des Denkmalamtes entschied der zuständige Landesminister für Städtebau Lutz Lienenkämper, dass der Umbau rechtmäßig sei. Die Bauarbeiten begannen am 18. Januar 2010, am 1. Advent (28. November) 2010 wurde die renovierte Kirche in einem feierlichen Festgottesdienst wieder eröffnet.

## Orgel
Die Orgel wurde 1977 bis 1978 von dem Orgelbauer Detlef Kleuker (Bielefeld-Brackwede) erbaut. Das Instrument hat 18 Register auf zwei Manualen und Pedal. Die Trakturen sind mechanisch.
| I Hauptwerk C–g3 |            |    |
| 1.               | Prinzipal  | 8′ |
| 2.               | Spitzflöte | 8′ |
| 3.               | Oktave     | 4′ |
| 4.               | Waldflöte  | 2′ |
| 5.               | Mixtur V   |    |
| 6.               | Trompete   | 8′ |

| II Schwellwerk C–g3 |                 |       |
| 7.                  | Metallgedackt   | 8′    |
| 8.                  | Rohrflöte       | 4′    |
| 9.                  | Prinzipal       | 2′    |
| 10.                 | Quinte          | 1 ⁄3′ |
| 11.                 | Sesquialtera II | 2 ⁄3′ |
| 12.                 | Scharff IV      |       |
| 13.                 | Dulcian         | 16′   |

| Pedalwerk C–f1 |                  |     |
| 14.            | Subbaß           | 16′ |
| 15.            | Prinzipalflöte   | 8′  |
| 16.            | Choralbaß        | 4′  |
| 17.            | Rauschpfeife III |     |
| 18.            | Fagott           | 16′ |

## Glocken
Aus der Glockenstube der Kirche erklingen drei Gussstahlglocken aus dem Jahre 1947. Die Glocken erklingen in den Tönen d′, f′ und g′ und läuten an gekröpften Stahljochen mit Gegengewichtsklöppeln. Am Turmhelm hängen außen zwei kleine Schlagglocken für den Uhrschlag.